# 俄罗斯联邦国家奖
俄罗斯联邦国家奖 (俄语：Государственная Премия Российской Федерации) ，是俄罗斯联邦最高的国家荣誉奖项，它创建于1992年，在苏联解体后变成了苏联国家奖的继承奖项。2004年获得者选择条件的重大改变使得这项奖项的地位更接近于诺贝尔奖和苏联的列宁奖。

## 设置
俄罗斯联邦国家奖每年颁发给七位获奖者。
- 其中三个奖项是来自于科技界。（根据生意人报报道，在2008年有第四位获奖者，由总统梅德韦杰夫的一项特别法令颁布，但获胜者的名字因为工作性质而选择保密）；
- 其中另外三个奖项在文学和艺术界；
- 最后一个奖项是来自于人道主义工作贡献。（成立于2005年）

但迄今人道主义工作贡献奖项只颁发过三次，分别是以俄罗斯东正教大主教阿列克谢二世（2005）、俄罗斯著名作家亚历山大·索尔仁尼琴（2006）以及法国总统希拉克（2007）。
该奖项包括现金奖金额为500万俄罗斯卢布，一枚奖章和证书。如果以一个获奖的作品有多个合作者作出贡献，规定合作者数量不超过三个。
该奖项是由俄罗斯总统于6月12日俄罗斯国庆日在位于莫斯科克里姆林宫的大克里姆林宫举行仪式，并由俄罗斯电视各大频道播出介绍。